# Liga Femenina de baloncesto 2022-23
La Liga Femenina de Baloncesto de España 2022-23 (llamado también Liga Femenina Endesa por motivos de patrocinio) fue la 60ª edición de la Liga Femenina de Baloncesto de España.

## Sistema de competición
Los 16 clubes que forman parte de la categoría se enfrentaron todos contra todos en dos ocasiones: una vez ejerciendo de local en su pabellón y en la otra como visitante. En total se disputaron 30 jornadas.
En el momento que se disputaron las primeras 15 jornadas, acabando por lo tanto la primera vuelta de la fase regular del campeonato, los equipos que clasificaron entre las 8 primeras posiciones tuvieron acceso a competir en la Copa de la Reina de ese mismo año, título el cual se acabó proclamando campeón Casademont Zaragoza.
Una vez finalizadas las 30 jornadas, dando así por finalizada la temporada regular, los equipos que clasificaron en las 8 primeras posiciones jugaron los playoffs por el título.

## Clubes participantes
Al finalizar la temporada pasada, tanto Baxi Ferrol como Campus Promete perdieron su plaza en la máxima categoría del baloncesto femenino. El primero, al acabar último de la fase regular. El segundo, debido a su desaparición. Por lo tanto, su plaza fue dada al equipo que acabó penúltimo y tenía que perder su plaza por méritos deportivos: el CDB Clarinos de la Laguna Tenerife.
Por otra parte, ascendieron desde la Liga Femenina Challenge 2021-22, ocupando las 2 nuevas plazas, el Barça CBS como campeón de la fase regular y el  Hozono Global Jairis como campeón de los playoffs finales.
| Equipo                             | Ciudad                              | Pabellón                                      | Capacidad |
| ---------------------------------- | ----------------------------------- | --------------------------------------------- | --------- |
| Perfumerías Avenida                | Salamanca                           | Pabellón Polideportivo Würzburg               | 3000      |
| Spar Girona                        | Gerona                              | Pabellón Municipal Gerona-Fontajau            | 5500      |
| Casademont Zaragoza                | Zaragoza                            | Pabellón Príncipe Felipe                      | 10 700    |
| Innova TSN Leganés                 | Leganés                             | Pabellón Europa                               | 4254      |
| Lointek Gernika Bizkaia            | Guernica y Luno                     | Maloste                                       | 800       |
| IDK Euskotren                      | San Sebastián                       | Polideportivo José Antonio Gasca              | 2500      |
| Cadí La Seu                        | Seo de Urgel                        | Palau Municipal d'Esports                     | 800       |
| Movistar Estudiantes               | Madrid                              | Polideportivo Antonio Magariños               | 600       |
| CDB Clarinos de la Laguna Tenerife | Tenerife                            | Pabellón Insular Santiago Martín              | 3500      |
| Kutxabank Araski                   | Vitoria                             | Polideportivo Mendizorrotza                   | 3000      |
| Embutidos Pajariel Bembibre PDM    | Bembibre                            | Bembibre Arena                                | 1500      |
| Spar Gran Canaria                  | Las Palmas de Gran Canaria          | Gran Canaria Arena                            | 11 500    |
| Durán Maquinaria Ensino Lugo       | Lugo                                | Pazo dos Deportes                             | 6000      |
| Valencia Basket                    | Valencia                            | Pabellón Fuente de San Luis                   | 8500      |
| Barça CBS                          | Sant Feliu de Llobregat (Barcelona) | Palau Municipal d'Esports Juan Carlos Navarro | 2000      |
| Hozono Global Jairis               | Alcantarilla                        | Municipal Fausto Vicent                       | 1260      |

## Temporada regular
|                                                                     | Equipo                          | Puntos | J  | G  | P  | PF   | PC   | DP   |
| ------------------------------------------------------------------- | ------------------------------- | ------ | -- | -- | -- | ---- | ---- | ---- |
| 1                                                                   | Valencia Basket                 | 55     | 30 | 25 | 5  | 2307 | 1847 | 460  |
| 2                                                                   | Spar Girona                     | 54     | 30 | 24 | 6  | 2218 | 1895 | 323  |
| 3                                                                   | Perfumerías Avenida             | 54     | 30 | 24 | 6  | 2183 | 1819 | 364  |
| 4                                                                   | Casademont Zaragoza             | 52     | 30 | 22 | 8  | 2105 | 1841 | 264  |
| 5                                                                   | Gernika Bizkaia                 | 46     | 30 | 16 | 14 | 2012 | 1993 | 19   |
| 6                                                                   | Cadí La Seu                     | 45     | 30 | 15 | 15 | 1989 | 1866 | 123  |
| 7                                                                   | Barça CBS                       | 45     | 30 | 15 | 15 | 1895 | 1992 | -97  |
| 8                                                                   | Movistar Estudiantes            | 44     | 30 | 14 | 16 | 2039 | 1975 | 64   |
| 9                                                                   | Embutidos Pajariel Bembibre PDM | 43     | 30 | 13 | 17 | 1951 | 2034 | -83  |
| 10                                                                  | Kutxabank Araski                | 43     | 30 | 13 | 17 | 1940 | 2074 | -134 |
| 11                                                                  | Durán Maquinaria Ensino Lugo    | 43     | 30 | 13 | 17 | 1914 | 2083 | -169 |
| 12                                                                  | IDK Euskotren                   | 42     | 30 | 12 | 18 | 2096 | 2134 | -38  |
| 13                                                                  | Spar Gran Canaria               | 42     | 30 | 12 | 18 | 2110 | 2152 | -42  |
| 14                                                                  | Hozono Global Jairis            | 41     | 30 | 11 | 19 | 1957 | 2096 | -139 |
| 15                                                                  | Innova-TSN Leganés              | 38     | 30 | 8  | 22 | 1969 | 2351 | -382 |
| 16                                                                  | Tenerife                        | 33     | 30 | 3  | 27 | 1766 | 2299 | -533 |
| Fuente: Federación Española de Baloncesto; actualización automática |                                 |        |    |    |    |      |      |      |

### Resultados
| Local \ Visitante            | BAR   | CLS   | CAZ   | TEF    | ENS   | BEM   | JAI   | IDK   | TSN   | ARA   | GER   | EST   | AVE   | GIR    | GCA   | VAL   |
| ---------------------------- | ----- | ----- | ----- | ------ | ----- | ----- | ----- | ----- | ----- | ----- | ----- | ----- | ----- | ------ | ----- | ----- |
| Barça CBS                    | —     | 47–42 | 54–64 | 60–55  | 56–66 | 65–60 | 58–52 | 80–66 | 72–60 | 60–52 | 64–61 | 60–47 | 50–68 | 70–67  | 77–88 | 61–78 |
| Cadí La Seu                  | 75–55 | —     | 67–74 | 85–54  | 92–65 | 60–62 | 51–64 | 72–77 | 55–62 | 83–64 | 68–70 | 72–67 | 70–63 | 54–66  | 78–63 | 58–59 |
| Casademont Zaragoza          | 88–46 | 65–61 | —     | 68–50  | 68–63 | 55–35 | 83–68 | 71–59 | 87–93 | 65–63 | 67–54 | 68–61 | 62–76 | 61–60  | 54–63 | 77–55 |
| CDB Clarinos Tenerife        | 65–83 | 46–67 | 47–72 | —      | 70–74 | 71–80 | 80–88 | 72–67 | 63–66 | 61–62 | 51–79 | 57–69 | 46–76 | 59–96  | 55–73 | 65–98 |
| Durán Maquinaria Ensino Lugo | 69–74 | 62–81 | 65–69 | 69–60  | —     | 84–62 | 56–55 | 73–69 | 85–60 | 56–54 | 58–65 | 67–55 | 62–55 | 58–72  | 89–75 | 57–68 |
| Embutidos Pajariel Bembibre  | 77–65 | 41–64 | 61–81 | 85–53  | 73–59 | —     | 79–68 | 66–56 | 76–68 | 74–54 | 78–71 | 67–61 | 49–66 | 55–70  | 78–72 | 60–66 |
| Hozono Global Jairis         | 82–71 | 50–66 | 45–66 | 72–63  | 58–54 | 83–75 | —     | 73–70 | 64–62 | 78–74 | 50–55 | 57–53 | 58–62 | 71–79  | 63–75 | 48–74 |
| IDK Euskotren                | 68–69 | 55–63 | 48–90 | 62–68  | 60–69 | 70–66 | 84–73 | —     | 81–54 | 73–75 | 69–61 | 72–67 | 83–70 | 53–68  | 74–69 | 58–65 |
| Innova TSN Leganés           | 49–96 | 62–84 | 73–84 | 79–67  | 78–74 | 58–69 | 91–80 | 61–92 | —     | 74–83 | 53–76 | 74–71 | 75–85 | 70–100 | 63–91 | 59–91 |
| Kutxabank Araski             | 55–62 | 67–62 | 63–58 | 83–52  | 82–65 | 67–62 | 80–79 | 73–81 | 62–73 | —     | 73–61 | 56–67 | 60–66 | 57–76  | 67–82 | 43–96 |
| Lointek Gernika Bizkaia      | 79–70 | 58–68 | 59–63 | 81–64  | 71–73 | 71–58 | 78–70 | 66–98 | 82–55 | 64–58 | —     | 68–57 | 62–60 | 63–75  | 80–62 | 64–83 |
| Movistar Estudiantes         | 66–61 | 74–82 | 76–63 | 100–47 | 82–39 | 66–49 | 78–61 | 69–63 | 61–59 | 75–60 | 68–76 | —     | 78–72 | 62–72  | 85–79 | 65–71 |
| Perfumerías Avenida          | 67–54 | 63–47 | 76–74 | 81–42  | 91–47 | 76–56 | 65–55 | 78–60 | 78–61 | 83–46 | 73–54 | 74–44 | —     | 78–76  | 69–58 | 79–63 |
| Spar Girona                  | 65–58 | 67–57 | 72–69 | 73–52  | 75–54 | 81–64 | 58–76 | 87–61 | 83–57 | 62–64 | 65–49 | 87–75 | 76–72 | —      | 85–66 | 68–62 |
| Spar Gran Canaria            | 70–63 | 62–59 | 65–81 | 59–68  | 68–52 | 82–80 | 64–56 | 80–86 | 73–71 | 75–76 | 59–91 | 63–68 | 73–75 | 71–75  | —     | 72–92 |
| Valencia Basket              | 91–34 | 82–46 | 63–58 | 92–63  | 85–50 | 71–54 | 92–60 | 86–81 | 86–49 | 49–67 | 83–73 | 79–72 | 78–86 | 77–62  | 72–58 | —     |

### Evolución en la clasificación
La tabla muestra las posiciones de cada equipo al término de cada jornada. 
| Equipo ╲ Jornada             | 1         | 2  | 3  | 4  | 5  | 6  | 7  | 8  | 9  | 10 | 11 | 12 | 13 | 14 | 15 | 16 | 17 | 18 | 19 | 20 | 21 | 22 | 23 | 24 | 25 | 26 | 27 | 28 | 29 | 30 |   |
| ---------------------------- | --------- | -- | -- | -- | -- | -- | -- | -- | -- | -- | -- | -- | -- | -- | -- | -- | -- | -- | -- | -- | -- | -- | -- | -- | -- | -- | -- | -- | -- | -- | - |
| Equipo ╲ Jornada             | Barça CBS | 1  | 1  | 1  | 2  | 3  | 3  | 2  | 3  | 6  | 6  | 3  | 5  | 5  | 7  | 7  | 5  | 5  | 5  | 6  | 7  | 6  | 7  | 6  | 6  | 8  | 8  | 10 | 8  | 8  | 7 |
| Cadí La Seu                  | 15        | 13 | 11 | 14 | 15 | 12 | 8  | 9  | 13 | 14 | 12 | 9  | 11 | 12 | 9  | 8  | 12 | 13 | 11 | 11 | 9  | 11 | 9  | 8  | 7  | 6  | 6  | 5  | 6  | 6  |   |
| Casademont Zaragoza          | 8         | 10 | 6  | 3  | 2  | 1  | 3  | 1  | 1  | 1  | 4  | 3  | 3  | 4  | 3  | 4  | 4  | 4  | 4  | 4  | 4  | 4  | 4  | 4  | 4  | 4  | 4  | 4  | 4  | 4  |   |
| CDB Clarinos Tenerife        | 14        | 14 | 10 | 15 | 15 | 16 | 16 | 16 | 16 | 16 | 16 | 16 | 16 | 16 | 16 | 16 | 16 | 16 | 16 | 16 | 16 | 16 | 16 | 16 | 16 | 16 | 16 | 16 | 16 | 16 |   |
| Durán Maquinaria Ensino Lugo | 9         | 9  | 15 | 13 | 8  | 11 | 13 | 14 | 11 | 8  | 10 | 8  | 10 | 11 | 13 | 12 | 13 | 14 | 13 | 13 | 12 | 12 | 11 | 10 | 12 | 11 | 12 | 13 | 10 | 11 |   |
| Embutidos Pajariel Bembibre  | 6         | 5  | 9  | 8  | 12 | 9  | 12 | 13 | 9  | 10 | 13 | 11 | 8  | 8  | 12 | 9  | 11 | 9  | 9  | 9  | 10 | 9  | 10 | 12 | 10 | 10 | 9  | 10 | 11 | 9  |   |
| Hozono Global Jairis         | 2         | 4  | 7  | 5  | 10 | 13 | 10 | 12 | 15 | 15 | 15 | 14 | 15 | 14 | 14 | 14 | 15 | 12 | 14 | 14 | 14 | 14 | 14 | 14 | 14 | 14 | 11 | 12 | 14 | 14 |   |
| IDK Euskotren                | 11        | 15 | 12 | 9  | 6  | 5  | 6  | 8  | 10 | 12 | 14 | 15 | 13 | 9  | 11 | 13 | 10 | 8  | 10 | 10 | 11 | 10 | 12 | 13 | 13 | 12 | 13 | 11 | 12 | 12 |   |
| Innova TSN Leganés           | 16        | 16 | 16 | 16 | 14 | 15 | 14 | 15 | 12 | 13 | 11 | 13 | 14 | 15 | 15 | 15 | 14 | 15 | 15 | 15 | 15 | 15 | 15 | 15 | 15 | 15 | 15 | 15 | 15 | 15 |   |
| Kutxabank Araski             | 4         | 2  | 8  | 12 | 7  | 8  | 11 | 7  | 7  | 7  | 7  | 7  | 7  | 6  | 6  | 7  | 7  | 6  | 8  | 8  | 7  | 8  | 8  | 7  | 9  | 9  | 8  | 9  | 9  | 10 |   |
| Lointek Gernika Bizkaia      | 13        | 3  | 3  | 4  | 9  | 6  | 5  | 5  | 5  | 5  | 6  | 6  | 6  | 5  | 5  | 6  | 6  | 7  | 5  | 6  | 8  | 5  | 5  | 5  | 5  | 5  | 5  | 6  | 5  | 5  |   |
| Movistar Estudiantes         | 3         | 7  | 5  | 6  | 5  | 7  | 9  | 11 | 8  | 11 | 9  | 12 | 9  | 10 | 8  | 10 | 8  | 10 | 7  | 5  | 5  | 6  | 7  | 9  | 6  | 7  | 7  | 7  | 7  | 8  |   |
| Perfumerías Avenida          | 5         | 6  | 4  | 7  | 4  | 4  | 4  | 4  | 4  | 3  | 5  | 4  | 4  | 3  | 4  | 3  | 3  | 3  | 3  | 3  | 3  | 3  | 3  | 2  | 2  | 2  | 3  | 3  | 3  | 3  |   |
| Spar Girona                  | 7         | 8  | 2  | 1  | 1  | 2  | 1  | 2  | 2  | 2  | 1  | 1  | 2  | 2  | 2  | 1  | 1  | 1  | 1  | 1  | 2  | 2  | 2  | 3  | 3  | 3  | 2  | 2  | 2  | 2  |   |
| Spar Gran Canaria            | 12        | 12 | 14 | 10 | 11 | 14 | 15 | 10 | 14 | 9  | 8  | 10 | 12 | 13 | 10 | 11 | 9  | 11 | 12 | 12 | 13 | 13 | 13 | 11 | 11 | 13 | 14 | 14 | 13 | 13 |   |
| Valencia Basket              | 10        | 11 | 13 | 11 | 13 | 10 | 7  | 6  | 3  | 4  | 2  | 2  | 1  | 1  | 1  | 2  | 2  | 2  | 2  | 2  | 1  | 1  | 1  | 1  | 1  | 1  | 1  | 1  | 1  | 1  |   |

## Playoffs por el título
Participaron los 8 mejores equipos clasificados al término de la Liga Regular. Constaron de 3 rondas eliminatorias: cuartos de final, semifinales y final. Los enfrentamientos se determinaron a partir de la posición en la que se hubiera acabado en la fase regular.
Tanto los cuartos de final como las semifinales se jugaron a eliminatorias a doble partido, donde el equipo que más puntos sacó entre los dos partidos (ida y vuelta) fue el que pasó de ronda. La ida se jugó en el campo del equipo peor clasificado y la vuelta en el del equipo mejor clasificado.
La final, en cambio, se jugó al formato de "al mejor de tres" (el equipo que consiguiera 2 victorias se llevaba la eliminatoria). El primer partido se jugó en el campo del mejor clasificado, el segundo en el del peor clasificado y, si hubiera sido el caso de que los dos equipos hubieran llegado a ganar uno de los dos partidos, se hubiera jugado el tercer partido en el campo del mejor clasificado otra vez.
|  | Cuartos de final                       | Cuartos de final                       | Cuartos de final                       | Cuartos de final                       |    |                 | Semifinal                                        | Semifinal                                        | Semifinal                                        | Semifinal                                        |  |                 | Final           | Final         | Final         | Final         |  |
|  | 20 de abril (ida) 23 de abril (vuelta) | 20 de abril (ida) 23 de abril (vuelta) | 20 de abril (ida) 23 de abril (vuelta) | 20 de abril (ida) 23 de abril (vuelta) |    |                 | 26 y 27 de abril (ida) 29 y 30 de abril (vuelta) | 26 y 27 de abril (ida) 29 y 30 de abril (vuelta) | 26 y 27 de abril (ida) 29 y 30 de abril (vuelta) | 26 y 27 de abril (ida) 29 y 30 de abril (vuelta) |  |                 | 4 y 7 de mayo   | 4 y 7 de mayo | 4 y 7 de mayo | 4 y 7 de mayo |  |
|  |                                        |                                        |                                        |                                        |    |                 |                                                  |                                                  |                                                  |                                                  |  |                 |                 |               |               |               |  |
|  |                                        |                                        |                                        |                                        |    |                 |                                                  |                                                  |                                                  |                                                  |  |                 |                 |               |               |               |  |
|  | 1                                      | Valencia Basket                        | 58                                     | 77                                     |    |                 |                                                  |                                                  |                                                  |                                                  |  |                 |                 |               |               |               |  |
|  | 1                                      | Valencia Basket                        | 58                                     | 77                                     |    |                 |                                                  |                                                  |                                                  |                                                  |  |                 |                 |               |               |               |  |
|  | 8                                      | Movistar Estudiantes                   | 56                                     | 35                                     |    |                 |                                                  |                                                  |                                                  |                                                  |  |                 |                 |               |               |               |  |
|  | 8                                      | Movistar Estudiantes                   | 56                                     | 35                                     |    | Valencia Basket | Valencia Basket                                  | 72                                               | 93                                               |                                                  |  |                 |                 |               |               |               |  |
|  |                                        |                                        |                                        |                                        |    | Valencia Basket | Valencia Basket                                  | 72                                               | 93                                               |                                                  |  |                 |                 |               |               |               |  |
|  |                                        |                                        | Casademont Zaragoza                    | Casademont Zaragoza                    | 57 | 49              |                                                  |                                                  |                                                  |                                                  |  |                 |                 |               |               |               |  |
|  | 4                                      | Casademont Zaragoza                    | Casademont Zaragoza                    | Casademont Zaragoza                    | 57 | 49              | 69                                               | 64                                               |                                                  |                                                  |  |                 |                 |               |               |               |  |
|  | 4                                      | Casademont Zaragoza                    |                                        |                                        |    |                 |                                                  |                                                  |                                                  |                                                  |  |                 |                 |               |               |               |  |
|  | 5                                      | Gernika Bizkaia                        | 75                                     | 52                                     |    |                 |                                                  |                                                  |                                                  |                                                  |  |                 |                 |               |               |               |  |
|  | 5                                      | Gernika Bizkaia                        | 75                                     | 52                                     |    |                 |                                                  |                                                  |                                                  |                                                  |  | Valencia Basket | Valencia Basket | 70            | 81            |               |  |
|  |                                        |                                        |                                        |                                        |    |                 |                                                  |                                                  |                                                  |                                                  |  | Valencia Basket | Valencia Basket | 70            | 81            |               |  |
|  |                                        |                                        | Perfumerías Avenida                    | Perfumerías Avenida                    | 66 | 69              |                                                  |                                                  |                                                  |                                                  |  |                 |                 |               |               |               |  |
|  | 2                                      | Spar Girona                            | Perfumerías Avenida                    | Perfumerías Avenida                    | 66 | 69              | 56                                               | 59                                               |                                                  |                                                  |  |                 |                 |               |               |               |  |
|  | 2                                      | Spar Girona                            |                                        |                                        |    |                 |                                                  |                                                  |                                                  |                                                  |  |                 |                 |               |               |               |  |
|  | 7                                      | Barça CBS                              | 50                                     | 66                                     |    |                 |                                                  |                                                  |                                                  |                                                  |  |                 |                 |               |               |               |  |
|  | 7                                      | Barça CBS                              | 50                                     | 66                                     |    | Barça CBS       | Barça CBS                                        | 57                                               | 57                                               |                                                  |  |                 |                 |               |               |               |  |
|  |                                        |                                        |                                        |                                        |    | Barça CBS       | Barça CBS                                        | 57                                               | 57                                               |                                                  |  |                 |                 |               |               |               |  |
|  |                                        |                                        | Perfumerías Avenida                    | Perfumerías Avenida                    | 64 | 72              |                                                  |                                                  |                                                  |                                                  |  |                 |                 |               |               |               |  |
|  | 3                                      | Perfumerías Avenida                    | Perfumerías Avenida                    | Perfumerías Avenida                    | 64 | 72              | 92                                               | 82                                               |                                                  |                                                  |  |                 |                 |               |               |               |  |
|  | 3                                      | Perfumerías Avenida                    |                                        |                                        |    |                 |                                                  |                                                  |                                                  |                                                  |  |                 |                 |               |               |               |  |
|  | 6                                      | Cadí La Seu                            | 45                                     | 56                                     |    |                 |                                                  |                                                  |                                                  |                                                  |  |                 |                 |               |               |               |  |
|  | 6                                      | Cadí La Seu                            | 45                                     | 56                                     |    |                 |                                                  |                                                  |                                                  |                                                  |  |                 |                 |               |               |               |  |
|  |                                        |                                        |                                        |                                        |    |                 |                                                  |                                                  |                                                  |                                                  |  |                 |                 |               |               |               |  |

### Cuartos de final
| Equipo 1                | Agr.    | Equipo 2                 | Ida   | Vuelta |
| ----------------------- | ------- | ------------------------ | ----- | ------ |
| (1) Valencia Basket     | 135–91  | Movistar Estudiantes (8) | 58–56 | 77–35  |
| (2) Spar Girona         | 115–116 | Barça CBS (7)            | 56–50 | 59–66  |
| (3) Perfumerías Avenida | 174–101 | Cadí La Seu (6)          | 92–45 | 82–56  |
| (4) Casademont Zaragoza | 133–127 | Gernika Bizkaia (5)      | 69–75 | 64–52  |

#### Partidos
Ida
| 20 de abril de 2023 | Movistar Estudiantes                                                                | 56–58                                 | Valencia Basket                                            | Madrid |  |
| 20:00               | Parciales: 11–19, 16–15, 13–11, 16–13                                               | Parciales: 11–19, 16–15, 13–11, 16–13 | Parciales: 11–19, 16–15, 13–11, 16–13                      | |  |
|                     | Estadísticas Billie Massey 22 Eraunzetamurgil 12 Méndez, Gretter 5 Billie Massey 26 | Reporte Pts Reb Asts Val              | Estadísticas 12 tres jugadoras 6 Ouviña 6 Ouviña 14 Romero | Pabellón: Polideportivo Antonio Magariños Árbitros: Paula Lema Parga Jorge Baena Criado José María Arresa Quintero |  |

| 20 de abril de 2023 | Barça CBS                                              | 50–56                                | Spar Girona                                               | Sant Feliu de Llobregat |  |
| 19:00               | Parciales: 9–11, 14–20, 15–10, 12–15                   | Parciales: 9–11, 14–20, 15–10, 12–15 | Parciales: 9–11, 14–20, 15–10, 12–15                      | |  |
|                     | Estadísticas Cruz 11 Cruz 6 Canella 3 Canella, Cruz 13 | Reporte Pts Reb Asts Val             | Estadísticas 20 Gardner 10 Tolo 3 Flores, Muhate 25 Sykes | Pabellón: Palau Municipal d´esports Juan Carlos Navarro Árbitros: Ángel de Lucas de Lucas Asunción Langa de Martín Bernardo Ibáñez García |  |

| 20 de abril de 2023 | Cadí La Seu                                  | 45–92                                | Perfumerías Avenida                                      | Seo de Urgel |  |
| 21:00               | Parciales: 6–22, 15–24, 12–25, 12–21         | Parciales: 6–22, 15–24, 12–25, 12–21 | Parciales: 6–22, 15–24, 12–25, 12–21                     | |  |
|                     | Estadísticas Soler 10 Bahí 9 Watts 2 Bahí 12 | Reporte Pts Reb Asts Val             | Estadísticas 17 Fasoula 9 Fasoula 7 Domínguez 23 Fasoula | Pabellón: Palau Municipal d'Esports Árbitros: Enrique Miguel López Herrada Juan Gabriel Carpallo Miguélez Rodrigo Palanca Page |  |

| 20 de abril de 2023 | Gernika Bizkaia                                                   | 75–69                                 | Casademont Zaragoza                                             | Guernica y Luno |  |
| 20:00               | Parciales: 16–19, 16–11, 20–18, 23–21                             | Parciales: 16–19, 16–11, 20–18, 23–21 | Parciales: 16–19, 16–11, 20–18, 23–21                           | |  |
|                     | Estadísticas Ygueravide 20 da Silva 7 Ygueravide 10 Ygueravide 21 | Reporte Pts Reb Asts Val              | Estadísticas 15 Gatling 8 Fiebich 5 Fiebich 19 Fiebich, Gatling | Pabellón: Polideportivo Maloste Árbitros: Ángel Antonio Albacete Chamón Juan Ramón Hurtado Almansa Rodrigo Garvin Domingo |  |

Vuelta
| 23 de abril de 2023 | Valencia Basket                                                   | 77–35                               | Movistar Estudiantes                                      | Valencia |  |
| 19:00               | Parciales: 23–8, 20–13, 17–3, 17–11                               | Parciales: 23–8, 20–13, 17–3, 17–11 | Parciales: 23–8, 20–13, 17–3, 17–11                       | |  |
|                     | Estadísticas Salvadores 14 Burdick 10 Casas 6 cuatro jugadoras 14 | Reporte Pts Reb Asts Val            | Estadísticas 9 Fingall 6 Eraunzetamurgil 4 Espín 10 Conde | Pabellón: Pabellón Fuente de San Luis Árbitros: Sandra Sánchez González Juan Francisco González Cuervo Eduard Colomer Castello |  |

| 23 de abril de 2023 | Spar Girona                                                     | 59–66                                 | Barça CBS                                             | Gerona |  |
| 19:30               | Parciales: 16–21, 11–13, 21–17, 11–15                           | Parciales: 16–21, 11–13, 21–17, 11–15 | Parciales: 16–21, 11–13, 21–17, 11–15                 | |  |
|                     | Estadísticas Labuckienė 15 Labuckienė 7 Gardner 4 Labuckienė 21 | Reporte Pts Reb Asts Val              | Estadísticas 20 López 12 Hamblin 8 Canella 18 Raković | Pabellón: Pabellón Municipal Gerona-Fontajau Árbitros: Francisco Javier Bravo Loroño Pedro Alejandro Munar Bañón María Cortés Paya |  |

| 23 de abril de 2023 | Perfumerías Avenida                                  | 82–56                                 | Cadí La Seu                                               | Salamanca |  |
| 21:00               | Parciales: 20–10, 29–17, 21–14, 12–15                | Parciales: 20–10, 29–17, 21–14, 12–15 | Parciales: 20–10, 29–17, 21–14, 12–15                     | |  |
|                     | Estadísticas Fasoula 13 Gulbe 9 Cazorla 6 Fasoula 21 | Reporte Pts Reb Asts Val              | Estadísticas 9 tres jugadoras 5 Bahí 6 Ramette 14 Vučetić | Pabellón: Pabellón Municipal de Würzburg Árbitros: Mikel Cañigueral Novella Jesús Marcos Martínez Prada Cristina Adán Rodríguez |  |

| 23 de abril de 2023 | Casademont Zaragoza                              | 64–52                                | Gernika Bizkaia                                | Zaragoza |  |
| 12:20               | Parciales: 13–5, 21–13, 15–16, 15–18             | Parciales: 13–5, 21–13, 15–16, 15–18 | Parciales: 13–5, 21–13, 15–16, 15–18           | |  |
|                     | Estadísticas Ortiz 18 Fiebich 8 Ortiz 5 Ortiz 22 | Reporte Pts Reb Asts Val             | Estadísticas 17 Wojta 8 Wojta 2 Wojta 11 Wojta | Pabellón: Pabellón Príncipe Felipe Árbitros: Eric Carrera Rosdevall Cristian Martín Vázquez José Javier Marqueta García |  |

### Semifinales
| Equipo 1                | Agr.    | Equipo 2                | Ida   | Vuelta |
| ----------------------- | ------- | ----------------------- | ----- | ------ |
| (1) Valencia Basket     | 165–106 | Casademont Zaragoza (4) | 72–57 | 93–49  |
| (3) Perfumerías Avenida | 136–114 | Barça CBS (7)           | 64–57 | 72–57  |

Ida
| 27 de abril de 2023 | Casademont Zaragoza                             | 57–72                                 | Valencia Basket                                      | Zaragoza |  |
| 20:00               | Parciales: 10–19, 14–20, 18–20, 15–13           | Parciales: 10–19, 14–20, 18–20, 15–13 | Parciales: 10–19, 14–20, 18–20, 15–13                | |  |
|                     | Estadísticas Gatling 16 Tate 9 Ortiz 6 Ortiz 18 | Reporte Pts Reb Asts Val              | Estadísticas 21 Carrera 7 Gülich 5 Romero 28 Carrera | Pabellón: Pabellón Príncipe Felipe Árbitros: Enrique Miguel López Herrada Joaquín Lizana Moreno María Ángeles García Crespo |  |

| 26 de abril de 2023 | Barça CBS                                           | 57–64                                 | Perfumerías Avenida                                            | Sant Feliu de Llobregat |  |
| 19:00               | Parciales: 20–21, 15–16, 10–15, 12–12               | Parciales: 20–21, 15–16, 10–15, 12–12 | Parciales: 20–21, 15–16, 10–15, 12–12                          | |  |
|                     | Estadísticas Hamblin 14 Hamblin 7 Cruz 7 Raković 15 | Reporte Pts Reb Asts Val              | Estadísticas 15 Onyenwere 8 Onyenwere 4 Rodríguez 19 Onyenwere | Pabellón: Palau Municipal d´esports Juan Carlos Navarro Árbitros: Carlos Javier García León Pol Franquesa Vázquez Antonio Manuel Zamora Rodríguez |  |

Vuelta
| 30 de abril de 2023 | Valencia Basket                                | 93–49                                | Casademont Zaragoza                           | Valencia |  |
| 19:00               | Parciales: 26–7, 24–12, 17–16, 26–14           | Parciales: 26–7, 24–12, 17–16, 26–14 | Parciales: 26–7, 24–12, 17–16, 26–14          | |  |
|                     | Estadísticas Cox 17 Burdick 12 Romero 6 Cox 26 | Reporte Pts Reb Asts Val             | Estadísticas 15 Oma 7 Gatling 4 Grande 12 Oma | Pabellón: Pabellón Fuente de San Luis Árbitros: Germán Francisco Morales Ruiz Guillermo Ríos Marcos Asier Quintas Álvarez |  |

| 29 de abril de 2023 | Perfumerías Avenida                                                     | 72–57                                 | Barça CBS                                                 | Salamanca |  |
| 18:00               | Parciales: 22–17, 12–11, 20–19, 18–10                                   | Parciales: 22–17, 12–11, 20–19, 18–10 | Parciales: 22–17, 12–11, 20–19, 18–10                     | |  |
|                     | Estadísticas Vilaró 15 Reisingerova 8 Cazorla 6 Vilaró, Reisingerova 16 | Reporte Pts Reb Asts Val              | Estadísticas 11 Anderson 7 Raković 7 Anderson 19 Anderson | Pabellón: Pabellón Municipal Würzburg Árbitros: Francisco José Zafra Guerra Juan Pedro Morales García-Alcaide Eva Areste Giralt |  |

### Final
| Equipo 1            | Series | Equipo 2                | 1.er partido | 2.º partido | 3.er partido |
| ------------------- | ------ | ----------------------- | ------------ | ----------- | ------------ |
| (1) Valencia Basket | 2–0    | Perfumerías Avenida (3) | 70–66        | 81–69       | —            |

Partido 1
| 4 de mayo de 2024 | Valencia Basket                                      | 70–66                                | Perfumerías Avenida                                    | Valencia |  |
| 20:00             | Parciales: 23–13, 20–11, 19–22, 8–20                 | Parciales: 23–13, 20–11, 19–22, 8–20 | Parciales: 23–13, 20–11, 19–22, 8–20                   | |  |
|                   | Estadísticas Cox 21 Gülich 6 Ouviña, Romero 6 Cox 23 | Reporte Pts Reb Asts Val             | Estadísticas 16 Prince 10 Vilaró 4 Domínguez 17 Vilaró | Pabellón: Pabellón Fuente de San Luis Árbitros: Carlos Javier García León Paula Lema Parga Daniel Checa Nebot |  |

Partido 2
| 7 de mayo de 2024 | Perfumerías Avenida                                       | 69–81                                 | Valencia Basket                                               | Salamanca |  |
| 21:00             | Parciales: 26–16, 18–19, 15–22, 10–24                     | Parciales: 26–16, 18–19, 15–22, 10–24 | Parciales: 26–16, 18–19, 15–22, 10–24                         | |  |
|                   | Estadísticas Domínguez 14 Vilaró 7 Rodríguez 3 Fasoula 17 | Reporte Pts Reb Asts Val              | Estadísticas 20 Carrera 8 Casas, Carrera 5 Carrera 28 Carrera | Pabellón: Pabellón Municipal de Würzburg Árbitros: Germán Francisco Morales Ruiz Francisco José Zafra Guerra Josep María Olivares Bernabeu |  |

| Ganadoras de la Liga Femenina Endesa 2022–23 |
| -------------------------------------------- |
| Valencia Basket 1.er título                  |

## Postemporada
- Campeonas de la Liga Femenina Endesa 2022-23: Valencia Basket (1er título).
- Campeonas de la Copa de la Reina 2023: Casademont Zaragoza (1er título).
- Campeonas de la Supercopa 2022: Spar Girona (3er título).
- Clasificadas para Euroliga 2023-24: Valencia Basket, Casademont Zaragoza y Perfumerías Avenida.
- Clasificadas para Eurocup 2023-24: Spar Girona, Lointek Gernika Bizkaia, Cadí La Seu y Movistar Estudiantes.
- Descendidas a Liga Femenina Challenge 2023-24:  Clarinos Tenerife y Innova-TSN Leganés.
- Ascendidas de Liga Femenina Challenge 2022-23:  Baxi Ferrol y Celta Zorka Recalvi.

## Equipos en competiciones europeas
| Equipo                  | Competición | Progreso               |
| ----------------------- | ----------- | ---------------------- |
| Spar Girona             | Euroliga    | Fase Regular - Grupo B |
| Perfumerías Avenida     | Euroliga    | Cuartos de final       |
| Valencia Basket         | Euroliga    | Cuartos de final       |
| Cadí La Seu             | Eurocup     | cuartos de final       |
| Casademont Zaragoza     | Eurocup     | Cuartos de final       |
| IDK Euskotren           | Eurocup     | Fase Regular - Grupo K |
| Movistar Estudiantes    | Eurocup     | Ronda de 16avos        |
| Lointek Gernika Bizkaia | Eurocup     | Ronda de 16avos        |